# Lijst van voetbalinterlands Cookeilanden - Tahiti
Deze lijst van voetbalinterlands is een overzicht van alle officiële voetbalwedstrijden tussen de nationale teams van de Cookeilanden en Tahiti. De landen speelden tot op heden zes keer tegen elkaar. De eerste ontmoeting, een kwalificatiewedstrijd voor de Oceanisch kampioenschap voetbal 1998, werd gespeeld in Rarotonga op 8 september 1998. Het laatste duel, een wedstrijd tijdens de Pacific Games 2011, vond plaats op 30 augustus 2011 in Boulari (Nieuw-Caledonië).

## Wedstrijden
| № | Plaats    | Datum            | Competitie                        | Wedstrijd             | Uitslag |
| - | --------- | ---------------- | --------------------------------- | --------------------- | ------- |
| 1 | Rarotonga | 8 september 1998 | OFC Nations Cup 1998 kwalificatie | Cookeilanden – Tahiti | 0 – 5   |
| 2 | Papeete   | 12 juni 2000     | OFC Nations Cup 2000 kwalificatie | Tahiti – Cookeilanden | 2 – 0   |
| 3 | Auckland  | 11 juni 2001     | WK 2002 kwalificatie              | Cookeilanden – Tahiti | 0 – 6   |
| 4 | Honiara   | 10 mei 2004      | WK 2006 kwalificatie              | Tahiti – Cookeilanden | 2 – 0   |
| 5 | Apia      | 3 september 2007 | WK 2010 kwalificatie              | Cookeilanden – Tahiti | 0 – 1   |
| 6 | Boulari   | 30 augustus 2011 | Pacific Games 2011                | Tahiti – Cookeilanden | 7 – 0   |

## Samenvatting
| Competitie                   | Totaal gespeeld | Winst Cookeilanden | Gelijk | Winst Tahiti | Doelsaldo Cookeilanden – Tahiti |
| ---------------------------- | --------------- | ------------------ | ------ | ------------ | ------------------------------- |
| WK-kwalificatie              | 3               | 0                  | 0      | 3            | 0 − 9                           |
| OFC Nations Cup-kwalificatie | 2               | 0                  | 0      | 2            | 0 − 7                           |
| Pacific Games                | 1               | 0                  | 0      | 1            | 0 − 7                           |
| Totaal                       | 6               | 0                  | 0      | 6            | 0 − 23                          |

CIFA · 
Cookeilands vrouwenelftal
Interlands
Tegenstander:
Amerikaans-Samoa ·
Australië ·
Fiji ·
Nieuw-Caledonië ·
Nieuw-Zeeland ·
Papoea-Nieuw-Guinea ·
Salomonseilanden ·
Samoa ·
Tahiti ·
Tonga ·
Vanuatu
FTF · 
A-internationals · 
Tahitiaans vrouwenelftal
1989 – 1999 · 
2000 – 2009 · 
2010 – 2019
Amerikaans-Samoa ·
Australië ·
Cookeilanden ·
Fiji ·
Nieuw-Caledonië ·
Nieuw-Zeeland ·
Nigeria ·
Papoea-Nieuw-Guinea ·
Salomonseilanden ·
Samoa ·
Spanje ·
Tonga ·
Uruguay ·
Vanuatu